# Wyke, Bradford
Wyke är en ort i distriktet Bradford, i grevskapet West Yorkshire, i England. Denna ward hade 15 091 invånare år 2021. Denna civil parish hade 5 809 invånare år 1951. Byn nämndes i Domedagsboken (Domesday Book) år 1086, och kallades då Wich.